# Сентег (річка)
Сенте́г (Сентек; рос. Сентег) — річка в Удмуртії, Росія, ліва притока річки Люк. Протікає територією Зав'яловського району.
Річка починається за 1 км на схід від села Сентег. Протікає спочатку на південь, потім повертає на південний схід. Впадає до Люка нижче села Новий Сентег. Береги заліснені та заболочені. У верхній та середній течіях пересихає влітку.
Над річкою не розташовано населених пунктів.